# فدراسیون بوکس ارمنستان

فدراسیون بوکس جمهوری ارمنستان (ارمنی: Հայաստանի բռնցքամարտի ֆեդերացիա) که با نام فدراسیون بوکس ارمنستان نیز شناخته می‌شود، نهاد تنظیم‌کننده ورزش بوکس در ارمنستان می‌باشد که توسط کمیته المپیک ارمنستان اداره می‌شود و مقر آن در شهر ایروان واقع شده است.

## تاریخچه
این فدراسیون در سال ۱۹۹۱ میلادی تأسیس شد و ریاست فعلی آن را آرتور گئورگیان (Arthur Gorgyan) برعهده دارد. این فدراسیون عضو کامل اتحادیه جهانی بوکس (آماتور) و en:European Boxing Confederation می‌باشد.
بوکسورهای ارمنستانی در مسابقات قهرمانی در سطوح مختلف اروپایی و بین‌المللی از جمله در en:Boxing World Cup و بازی‌های المپیک تابستانی شرکت می‌کنند.